# 오디오/모뎀 라이저

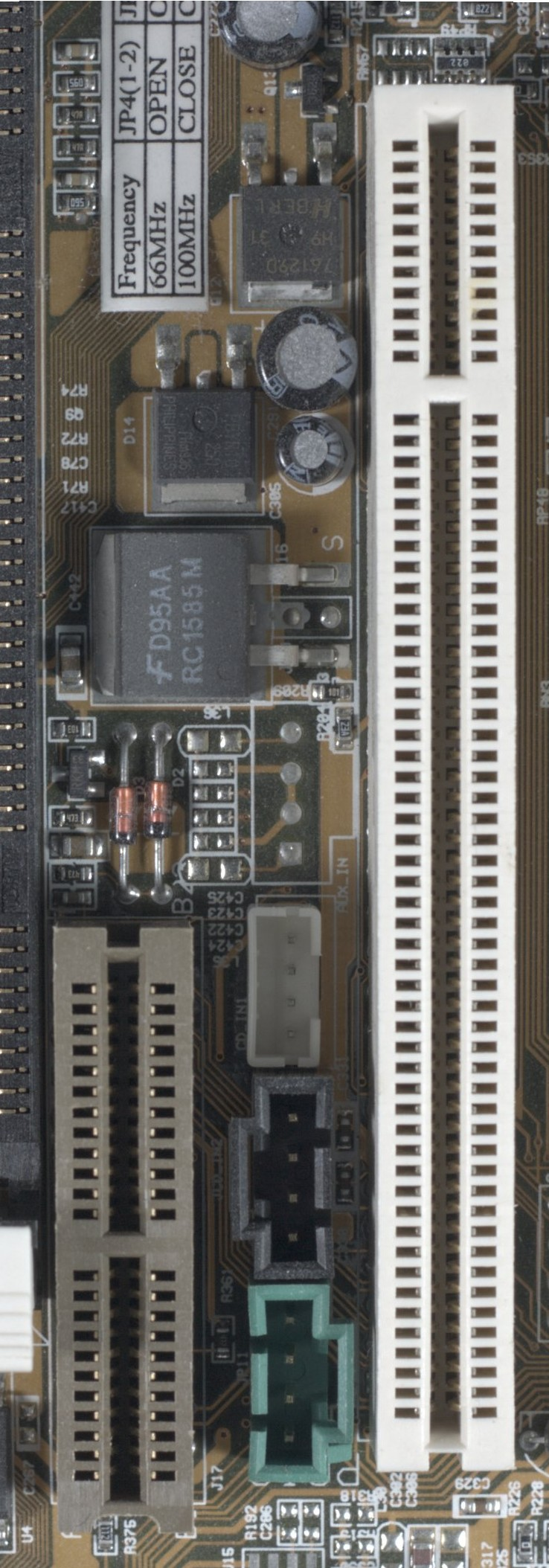
AMR (왼쪽 갈색), 비교용 PCI 슬롯 (오른쪽 흰색)

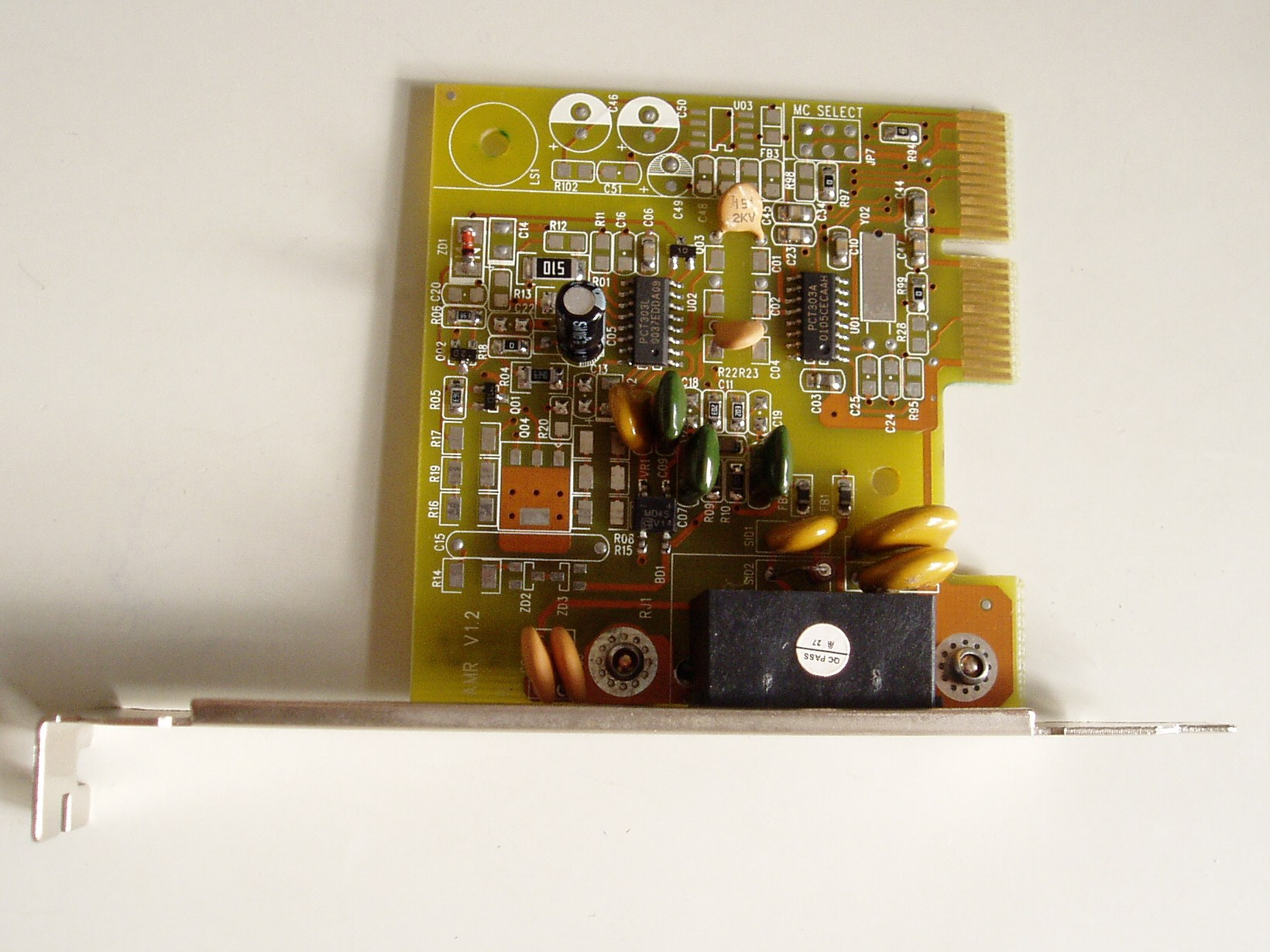
AMR 인터페이스가 있는 모뎀

오디오/모뎀 라이저(Audio/modem riser, AMR)는 일부 펜티엄 III, 펜티엄 4, 듀론, 애슬론 개인용 컴퓨터의 메인보드에서 발견되는 라이저 확장 슬롯이다. 인텔이 칩셋과 인터페이스하여 사운드 카드 및 모뎀과 같은 아날로그 기능을 확장 카드에 제공하도록 설계되었다.

## 기술
물리적으로는 23핀 두 줄로 총 46핀으로 구성된다. AMR의 세 가지 단점은 PCI 슬롯 하나를 없애고, 플러그 앤 플레이가 아니며, 하드웨어 가속 카드(소프트웨어 기반 카드만 가능)를 사용할 수 없다는 것이다.
기술적으로는 어드밴스트 커뮤니케이션스 라이저(ACR) 및 인텔 자체의 커뮤니케이션스 및 네트워킹 라이저(CNR)에 의해 대체되었다. 그러나 라이저 기술은 전반적으로 인기를 얻지 못했다. 모뎀은 일반적으로 PCI 카드로 남아 있었고 오디오 및 네트워크 인터페이스는 메인보드에 통합되었다.

## 같이 보기
- 어드밴스트 커뮤니케이션스 라이저 (ACR)
- 지오포트(GeoPort)
- 모바일 도터 카드(Mobile Daughter Card)

## 추가 자료
- “Audio/Modem Riser Specification” (PDF). Revision 1.01. Intel. 1998년 9월 10일.